# Gentianopsis ciliata
La genziana sfrangiata (Gentianopsis ciliata (L.) Ma, 1951) è una pianta erbacea, annuale, appartenente alla  famiglia delle Gentianaceae.

## Etimologia
L'etimologia del termine generico dal greco gentiané , voce che gli antichi etimologisti riportano a Génzio, re dell'Illiria, che avrebbe scoperto e forse per primo adoperato queste piante come medicamento.

## Descrizione
Ha un fusto alto 8–25 cm, eretto, glabro, flessuoso, angolare, poco ramificato e squamato alla base, privo di ramificazioni e liscio nella parte superiore della pianta.

### Radici
Le radici sono costituite da un fittone sottile. La pianta vegeta per mezzo di gemme poste a livello del terreno.

### Foglie
Le foglie sono opposte, sessili, lanceolato-lineari e spesso leggermente rivolte verso l'alto, con apice acuto, lunghe da 3 ai 3,5 cm larghe da 3 a 4 mm presentano un'unica nervatura principale.

### Fiore
Il fiore è solitamente unico, ermafrodita, situato solitamente nella zona apicale della pianta. La corolla, di diametro di circa 2,5 – 4 cm, e il calice sono quadripartiti di forma campanulata, con i petali lunghi 2 - 3,5 cm leggermente saldati tra loro, i margini sono ciliati con frange e dentelli terminano con denti acuti, di colore blu-azzurro fino al violetto. ovario appena peduncolato con stimma capitato. Ha 5 stami. La fioritura avviene da agosto a ottobre.

### Frutti
I frutti sono capsule monovalve.

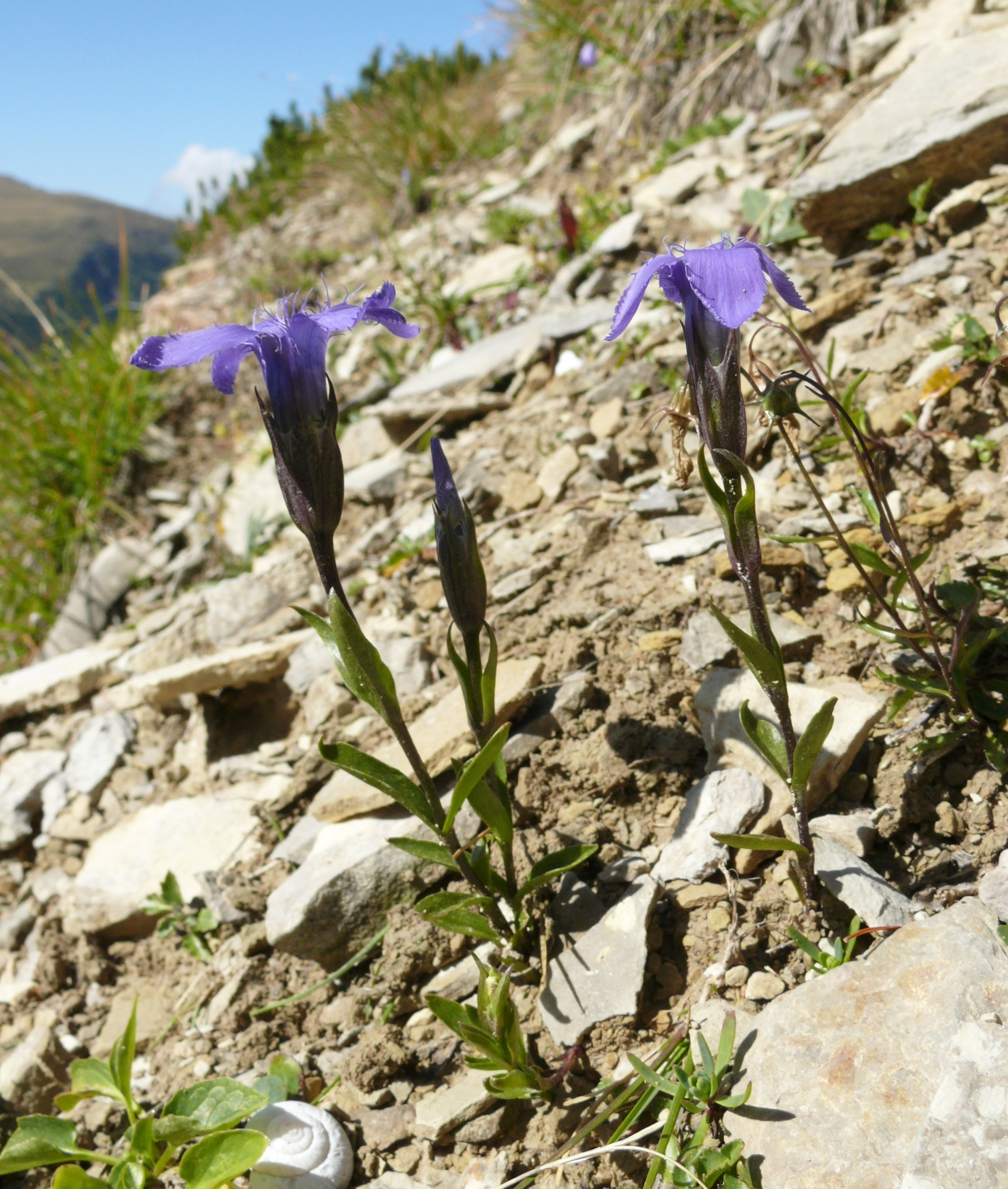
Portamento
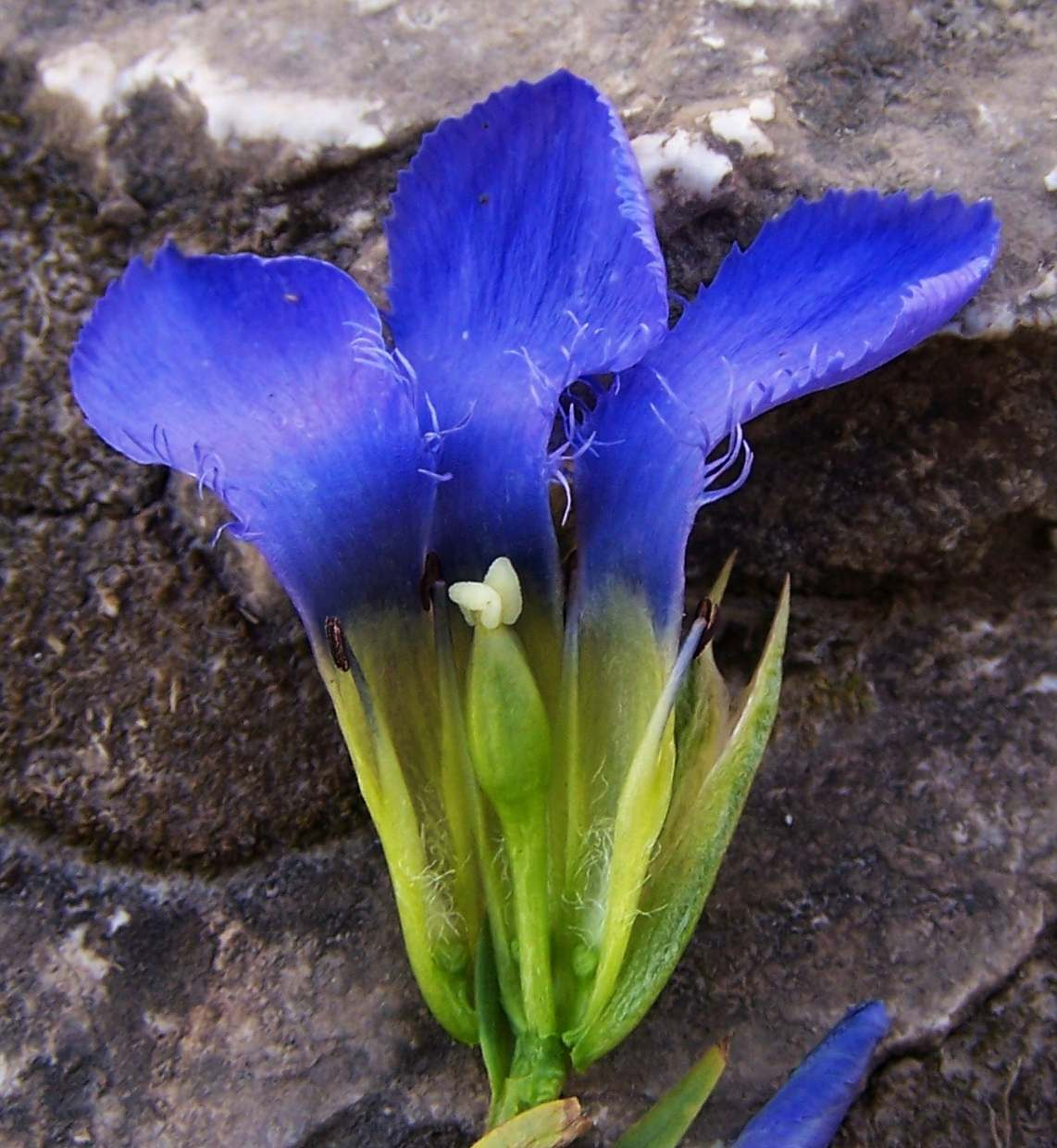
Fiore
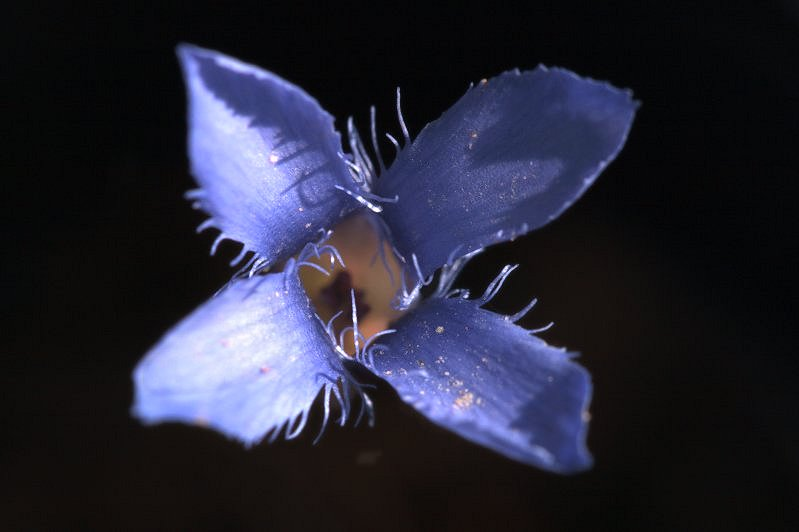
Fiore

## Biologia

### Riproduzione
Si riproduce per impollinazione entomofila ed è principalmente propagata per seme.

## Distribuzione e habitat
Originaria dell'Europa centrale e meridionale, e dell'Asia occidentale, cresce su terreni argillosi e calcarei, nei boschi e nei prati di media e alta montagna, fino ai 2200 s.l.m.

## Giardinaggio
Questa specie può essere utilizzata per la creazione di giardini rocciosi.